# 閃電泡芙

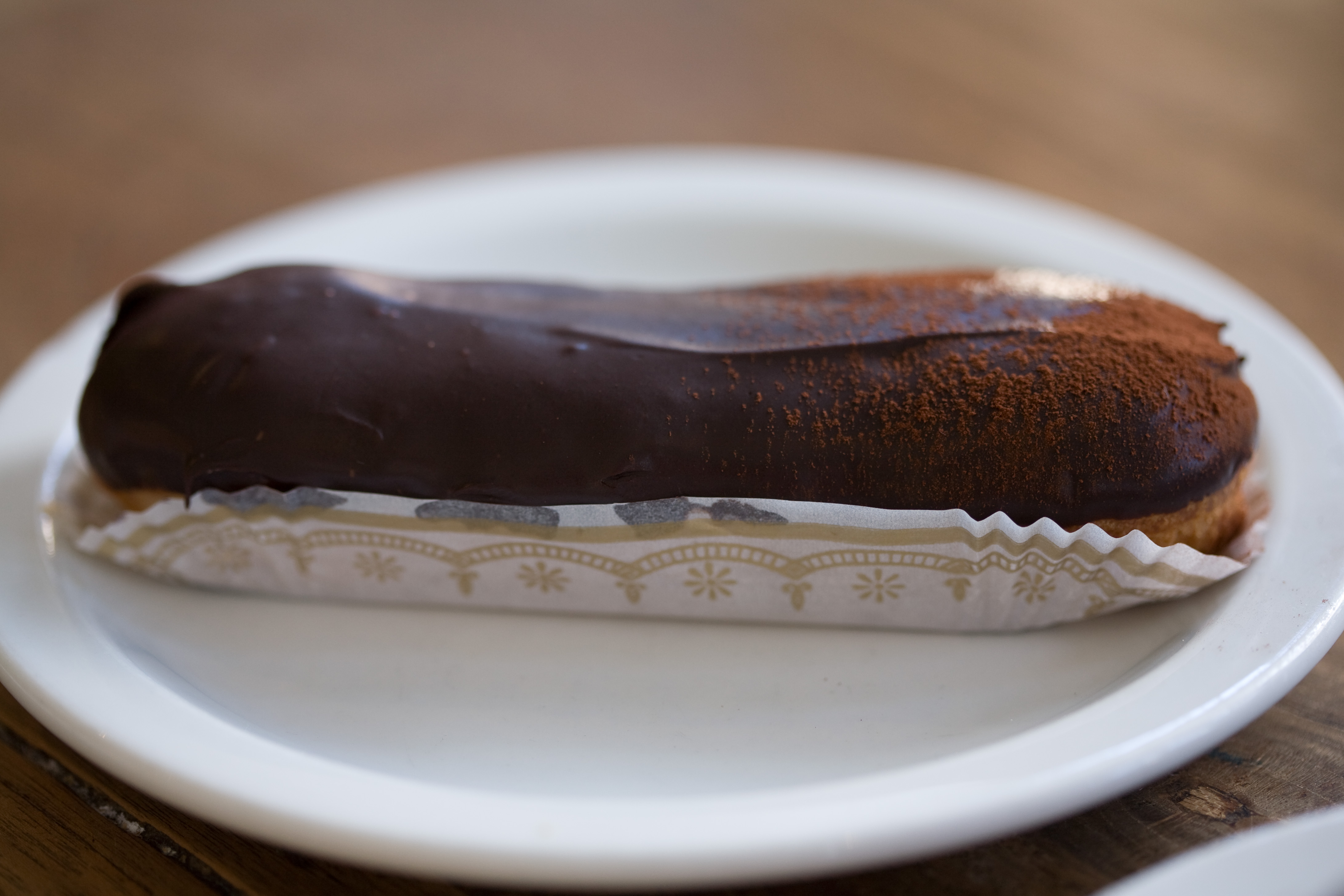
閃電泡芙

閃電泡芙（éclair），又稱意可蕾，是一種長條狀的法式糕點，以泡芙麵團製成，內餡為奶油，外皮灑有巧克力糖衣。

通常以糕點袋將生麵團擠成長條狀，烘烤直至內部酥脆空心。待冷卻後，再在糕點中加入香草，咖啡或巧克力風味的卡士達醬、摜奶油或吉保奶油，最後配上翻糖冷凍。其他餡料包括開心果、朗姆酒味卡士達醬、水果味的餡料或栗子泥。

其名稱éclair來自法語的「電光石火」，隱喻它小巧美味，總是瞬間消失於人們口中，宛如閃電般一閃即逝。

## 歷史
閃電泡芙起源於19世紀的法國，在1850年之前被稱為「公爵夫人麵包」(pain à la Duchesse) 或「小公爵夫人」(petite duchesse)，直至1860年代才出現éclair這個名稱。食品歷史學家認為閃電泡芙為马里-安托万·卡雷姆發明，最早的閃電泡芙英語食譜則見於Mrs. D.A. Lincoln於1884年出版的《波士頓料理學園烹飪書》。